# Erik Åsbrink
Erik Åsbrink, född 1 februari 1947 i Enskede församling i Stockholms stad, är en svensk civilekonom, politiker (socialdemokrat) och ämbetsman. Han var Sveriges biträdande finansminister 1990–1991 och finansminister 1996–1999.

## Utbildning
Åsbrink gjorde värnplikt vid Försvarets Tolkskola i Uppsala, där han utbildades i ryska språket. Han avlade examen vid Handelshögskolan i Stockholm och blev civilekonom.

## Karriär
Åsbrink var statssekreterare i finansdepartementet 1982–1990, biträdande finansminister 1990–1991 och finansminister 1996–1999. Han var riksdagsledamot 1996–1999, men var tjänstledig under tiden som statsråd. Åsbrink var ordförande i Riksbanksfullmäktige 1985–1990. Han var generaldirektör i Byggnadsstyrelsen 1991–1993, verkställande direktör för det statliga fastighetsföretaget Vasakronan AB 1993–1996 samt var ordförande för Svenska Budo- och Kampsportsförbundet åren 2000 till 2005. Han var ordförande för sakkunniggruppen som utredde vilka lärosäten som skulle ges examinationsrätt för den nya civilekonomutbildningen även om han samtidigt tagit avstånd från beslutet att införa en officiell ekonomiexamen istället för att tillämpa Bolognamodellen. 
Erik Åsbrinks avgång som finansminister våren 1999 följde efter en period av konflikter med statsminister Göran Persson, då han inte ansåg sig ha fått tillräckligt stöd från statsministern för att stanna kvar.
Åsbrink utsågs av Sveriges regering till ordförande för Handelshögskolan i Stockholms direktion,  Handelshögskolan i Stockholms högsta verkställande organ, 2002. Han efterträdde den 1 januari 2008 Inger Efraimsson som ordförande för Försäkringskassan. Åsbrink var ledamot av Finanspolitiska rådet från 2007 till 2011. Han är rådgivare för den amerikanska investmentbanken Goldman Sachs sedan 2011.

## Utmärkelser
- Ekonomie hedersdoktor vid Handelshögskolan i Stockholm (ekon. dr h.c.) 2008

## Familj
Erik Åsbrink är son till riksbankschefen Per Åsbrink och Erika Richter. Han gifte sig 2002 med tidigare ministerkollegan Ylva Johansson, de har tillsammans en son. Paret flyttade isär 2015,  men är fortfarande gifta. Erik Åsbrink har dottern Marika Lindgren Åsbrink och två söner tillsammans med Anne-Marie Lindgren.